# Visby marina bevakningsområde
Visby marina bevakningsområde (BoVi) var ett sjöbevakningsförband inom svenska marinen som verkade åren 1957–1958. Förbandsledningen var förlagd i Visby garnison i Visby.

## Historik
Visby marina bevakningsområde bildades i samband med att Gotlands marindistrikt upplöstes den 12 december 1956. År 1958 upplöstes bevakningsområdet och dess uppgift övertogs av Gotlands kustartilleriförsvar med Gotlands kustartillerikår (GK/KA 3). Förbandsledningen var förlagd till Visby.

## Namn, beteckning och förläggningsort
| Visby marina bevakningsområde | 1928-01-01 | – | 1956-12-31 |

| BoVi | 1957-01-01 | – | 1958-??-?? |

| Visby garnison (F) | 1957-01-01 | – | 1958-??-?? |